# Утка-Видзь
Утка-Видзь  — деревня в Сысольском районе Республики Коми в составе сельского поселения  Куратово. 

## География
Расположена на расстоянии 5 км на юго-запад от центра поселения села Куратово.  

## Топонимика
В переводе с коми «утиный луг».

## Население
Постоянное население  составляло 12 человека (коми 100%) в 2002 году, 5 в 2010 .